# 패트리시아 칼렘버
퍼트리샤 컬렘버(Patricia Kalember, 1957년 12월 30일 ~ )는 미국의 배우이다.
스키넥터디에서 태어났다.

## 출연 작품

### 영화
- 캣츠 아이 (1985)
- 후레치 2 (1989, Fletch Lives)
- 야곱의 사다리 (1990) - 세라 역
- 다니엘 스틸 - 세 자매의 사랑 (1990, Kaleidoscope)
- 소녀는 울지 않는다 (1992) - 바버라 역
- 칼라하리의 모험 (1993)
- 파이널 런 (1999, Final Run)
- 싸인 (2002) - 콜린 헤스 역
- Path to War (2002)
- A Time for Dancing (2002)
- 로스트 걸: 잃어버린 딸 (2007)
- 캘러머티 (2010, Kalamity)
- 컴퍼니 멘 (2010) - 신시아 역
- 래빗 홀 (2010) - 펙 역
- 리미트리스 (2011) - 애트우드 부인 역
- 런 올 나이트 (2015) - 로즈 매과이어, 숀의 아내 역

### 텔레비전
- 성범죄수사대: SVU (2001, 2004-10)
- 천사의 손길 (2002)
- 가십걸 (2008)
- 굿 와이프 (2010)
- 블루 블러드 (2011)
- 화이트 칼라 (2012)
- 오렌지 이즈 더 뉴 블랙 (2013-18)
- 마담 세크리터리 (2014-19)
- 부통령이 필요해 (2015)
- 파워 (2015-20)
- 블랙리스트 (2018)
- 엘리멘트리 (2019)